# Postnik Jakowlew
Postnik Jakowlew (russisch Постник Яковлев) war ein russischer Architekt aus Pskow, der gemeinsam mit Barma 1555 bis 1560 die Basilius-Kathedrale in Moskau errichtete.
Später war er am Bau der Mariä-Verkündigungs-Kathedrale und mehrerer Türme des Kasaner Kremls beteiligt. Außerdem wird ihm aufgrund der ähnlichen Ausführung der Bau zweier Kirchen des Mariä-Himmelfahrt-Klosters von Swijaschsk zugeschrieben.